# فرودگاه بوریل
فرودگاه بوریل (به انگلیسی: Burrill Airport) یک فرودگاه خصوصی است که یک باند فرود خاک دارد و طول باند آن ۷۶۲ متر است. این فرودگاه در شهر مدفود، اورگن کشور ایالات متحده آمریکا قرار دارد و در ارتفاع ۳۹۹ متری از سطح دریا واقع شده‌است.